# داريان بارنز
داريان بارنز (بالإنجليزية: Darian Barnes)‏ هو لاعب كرة قدم أمريكية أمريكي، ولد في 28 فبراير 1980 في تومز ريفر (نيو جيرسي) ‏ في الولايات المتحدة.

## وصلات خارجية
- داريان بارنز على موقع مرجع كرة القدم المحترفة.كوم (الإنجليزية)